# Catarhoe turkmenaria
Catarhoe turkmenaria är en fjärilsart som beskrevs av Shchetkin 1956. Catarhoe turkmenaria ingår i släktet Catarhoe och familjen mätare. Inga underarter finns listade i Catalogue of Life.